# Via Ermou
Via Ermou (in greco: Οδός Ερμού) è una via parzialmente pedonale lunga un chilometro e mezzo situata nel centro di Atene e che collega la necropoli di Ceramico con piazza Syntagma, passando attraverso i quartieri di Monastiraki, Psiri e Thiseio. La via è stata dedicata al dio della mitologia greca Ermes.
Con i suoi tipici negozi di moda e centri commerciali che ospitano i maggiori marchi internazionali, via Ermou è stata classificata come una tra le cinque vie più costose d'Europa e la decima al mondo. Allo stesso tempo, una piccola piazza nella zona est di via Ermou ospita una chiese più antiche di tutta Atene, quella di Panaghia Kapnikarea.
La zona ovest della via, ristrutturata in occasione dei Giochi Olimpici del 2004, costituisce la parte finale della Grande Promenade, la passerella pedonale che circonda l'Acropoli.

## Storia
Via Ermou fu una delle prime strade progettate nell'Atene moderna e fu concepita dagli architetti Kleanthis e Schaubert come una delle vie principale nel loro progetto di ristrutturazione della capitale ellenica del 1833. Essa collega infatti Piazza Syntagma ad via Aiolou, entrambi sede di un importante mercato dedicato alla vendita al dettaglio, e via Agion Asomaton a Via Peiraios, sede del vecchio polo industriale e della ferrovia che collegava Atene al porto del Pireo.

### Rifacimento della zona ovest
Per migliorare l'aspetto della via e valorizzare il sito della necropoli di Ceramico in occasione dei Giochi Olimpici del 2004, il tratto che va da via Agion Asomaton a via Peiraios è stato ristrutturata affinché diventasse la parte Grande Promenade. I lavori iniziarono il 9 luglio 2003 e terminarono poco prima dell'inizio delle olimpiadi.

## Edifici d'interesse
Lungo il percorso vi sono:
- Chiesa di Panagia Kapnikarea
- Piazza Syntagma
- Parlamento ellenico